# Neocancilla papilio
Neocancilla papilio is een slakkensoort uit de familie van de Mitridae. De wetenschappelijke naam van de soort is voor het eerst geldig gepubliceerd in 1807 door Link.